# Јагош
Јагош је старо мушко име, најчешће коришћено у Црној Гори одакле и води порекло., које долази од корена јаг- и суфиксне морфеме -ош.
Име Јагош има двојако значење.
Старо име чије је основни облик био Јахош јасно указује на јахача, коњаника. Састоји се из основне одреднице ЈАХ и додатка ОШ (слично Милош = мио + ош, Драгош, Радош, итд.). Као задњонепчани сугласник, глас Х је ради јаснијег изговора прешао у такође задњонепчани сугласник, глас Г, па је из основног облика настало данашње Јагош. Име се детету давало са вером да ће бити предводник, неустрашив и храбар војник и заштитник. Православна црква је дечацима која су у раном детињству остајали без родитеља, једног или оба, детету мењала првобитно крштено име и додељивала му име Јагош што је требало да асоцира на Јагње, неког ко је посебно заштићен од пастира (Исуса) тј. цркве.

## Распрострањеност
Име Јагош је углавном присутно у Црној Гори, Херцеговини и Србији. Употребљава се, иако ређе, и у Хрватској, где данас живи мање од десет особа које носе ово име.
У Чешкој се Јагош користи као презиме.

## Познати
- Јагош Пурић, ректор Београдског универзитета од 1998 до 2000. године;
- Јагош Зеленовић, ректор Универзитета у Приштини;
- Јагош Марковић, српски позоришни редитељ
- Јагош Вуковић, фудбалер;